# Friedrich Heinrich Suso Denifle
Heinrich Suso Denifle, nato Joseph (Imst, 16 gennaio 1844 – Monaco di Baviera, 10 giugno 1905), è stato uno storico e presbitero austriaco.

## Biografia
Heinrich Denifle fu un insigne medievista, archivista, studioso della mistica tedesca e di Lutero. I suoi meriti scientifici furono riconosciuti da numerose università, tra cui quelle di Innsbruck, di Münster, di Cambridge, che gli conferirono il titolo di doctor honoris causa e da varie accademie, come ad esempio quelle di Berlino, Göttingen, Praga, Vienna, Parigi, che lo annoverarono tra i propri soci. Fu membro della commissione d'esame alla Scuola vaticana di paleografia diplomatica e archivistica.
Joseph Anton (nome di battesimo) Denifle nacque a Imst, il 16 gennaio del 1844, nel Nordtirolo (Austria). Il nonno fu maestro di scuola e organista a Sankt Jodok; e anche il padre di Heinrich Denifle, cioè Johan, era stato avviato alla stessa attività, tanto che dopo un breve periodo trascorso a Welten, aveva deciso di trasferirsi a Imst, dove ottenne un posto di insegnante e di organista della locale chiesa.
Dopo la morte prematura dei genitori, Henrich Denifle, insieme ai suoi fratelli, venne affidato alla tutela del Dr. Josef Pembaur. Inizialmente, dopo la frequenza delle scuole a Wilten e quella dell'Istituto per bambini del cappellano Sailer, in Kronburg bei Zams fino all'età di dieci anni, egli venne avviato alla professione di calzolaio e, poi, di sellaio o valigiaio. Tuttavia, ben presto, anche per le sue doti musicali ottenne, sempre per intervento da Josef Pembaur, un posto gratuito nella schola cantorum del Cassianeum di Bressanone, dove poté frequentare il ginnasio diretto dai Canonici Regolari di Neustift. Verso la fine degli studi liceali sentì nascere la vocazione religiosa e chiese perciò di essere accolto nell'Ordine dei Frati Predicatori. Nel Tirolo, dopo la soppressione dei conventi domenicani, da parte del Kaiser Francesco Giuseppe I d'Austria, nel 1875, non c'era più alcun convento maschile. Denifle fu così indirizzato e si recò al convento di Sant'Anna di Graz, dove il 22 settembre del 1861 ricevette l'abito religioso e assunse il nome di Enrico Susone, probabilmente in omaggio a Lacordaire, la cui lettura l'aveva orientato verso la scelta, e poi in ricordo del beato domenicano tedesco Heinrich Suso. L'anno seguente, il 5 ottobre, prese i voti.
Denifle venne ordinato sacerdote il 22 luglio 1866 nel duomo di Graz. Dall'estate del 1867, e fino al 1º marzo 1869, venne mandato a Kaschau/Kosice, dove svolse con molto impegno l'incarico di pro-sindaco del Convento O. P. e nello stesso tempo coltivò gli studi della lingua greca e di Aristotele. Dal 1869 venne richiamato a Graz, dove per dieci anni, cioè fino al 1880, figurò nel corpo docente come insegnante di varie discipline e di volta in volta svolse gli incarichi di pro-baccelliere, baccelliere degli studi, e per due volte consecutive di sub-priore del convento domenicano. Il 2 settembre 1877 sostenne e superò brillantemente a Roma l'esame ad gradus.
Nei primi anni settanta iniziò a pubblicare alcuni articoli scientifici e nel 1873 dette alle stampe una ponderosa raccolta di quasi 500 pagine, su Das geistliche Leben. Eine Blumenlese aus den deutschen Mystikern des 14. Jahrhundertsː 2.500 testi di mistici tedeschi del Trecento, in particolare Taulero e Susone, che ebbe nove edizioni in lingua originale e numerose traduzioni in molte lingue europee, anche in ceco, croato e fiammingo. Nel 1875 scrisse e pubblicò alcuni articoli attorno al tema Der Gottesfreund im Oberlande und Nikolaus von Basel; fece poi dare alle stampe due lavori sull'epistolario del beato Enrico Susone, oltre ad altri due brevi scritti sullo stesso autore e, infine, ma non per importanza, nel 1877 Das Buch von geistlicher Armut, bisher bekannt als Johann Taulers Nachfolgung des armen Lebens Christi e Taulers Bekehrung. Kritisch untersucht (1879) e, in aggiunta, una serie di articoli su Die Dichtungen des Gottesfreundes im Oberlande.
I suoi contributi ai vari aspetti della storia del periodo compreso tra il XII e il XVI secolo, allo studio della mistica medioevale e della Scolastica e, poi, alle vicende delle Università medioevali, sono stati decisivi e su di essi si è innestata, e non di rado, la ricerca ulteriore. La stessa ricostruzione della figura e dell'opera di Lutero, nonostante i toni più che aspri, basterebbe a dare prestigio al suo nome, tanto che «il rapporto di Lutero con la Scolastica, così come è stato descritto da Denifle, ossia la dipendenza da Ockam, è oggi comunemente ammesso» (E. Iserloh).

## Opere
- Chartularium Universitatis Parisiensis
- Lutero e luteranesimo